# Ezio Taddei
Ezio Taddei (Livorno, 2 ottobre 1895 – Roma, 16 maggio 1956) è stato un anarchico e scrittore italiano.

## Biografia

### La giovinezza
Ezio Taddei ha avuto una vita piuttosto avventurosa sia per motivi personali e familiari che a causa del periodo storico in cui ha vissuto giovinezza e prima maturità.
Crebbe, dopo la precoce morte della madre Eufemia, con il padre Ubaldo e la sorella Tirrena. Il padre era più interessato alle frequentazioni femminili che sborsare i soldi per mantenere la figlia Tirrena nel collegio delle Orsoline di Prato e mantenere il dodicenne Ezio. Questi se scappò  a Roma dormendo dove capitava e svolgendo lavori saltuari, poi quattordicenne salì a Milano e fra vari lavori fatti per sbarcare il lunario, si avvicinò alla letteratura e questa fu la sua grande scoperta. Qui entra in contatto con la Ligera, come veniva chiamata la malavita locale.
Nel 1915 il ventenne Taddei, ancora vagabondo, venne intercettato dai carabinieri e nonostante la sua eccessiva magrezza spedito nel corpo dei bersaglieri. La vita militare mal si adattava allo spirito del Taddei, sia per la rigidità dei regolamenti militari sia per l'avversione di Taddei all'uso delle armi. Nonostante ciò il Taddei compie un atto eroico: va a recuperare un compagno ferito fuori della trincea sotto il fuoco nemico in una battaglia nel Monte Nero.
Viene decorato con medaglia di bronzo al valor militare, ma a Ezio i riconoscimenti istituzionali non interessano . Mentre si ributtava nella trincea italiana col compagno caricato sulla schiena, una scheggia di granata gli spezzò il braccio. Di tale atto di valore vi fu ampia propaganda sui giornali del periodo. Dopo la convalescenza, nell'aprile del 1918 ritornò al corpo, convalescenza a dire il vero piuttosto rilassante, racconta la sorella, essendo assistito da una signora più grande di lui, molto ricca, che si occupava di aiutare i soldati feriti e con la quale ebbe una passionale relazione amorosa, allietata dalla larghezza di mezzi della donna.
Vista la piacevole situazione in cui casualmente si era trovato Ezio pensò di farsi un po' di permessi falsi per prolungare la tonificante convalescenza ma fu scoperto ed incarcerato. Per vari motivi venne mantenuto in carcere più a lungo e la sorella ne perse le tracce fino a che legge su un giornale

### Il carcere e il confino
Nel periodo in cui Taddei perde i contatti con la sorella accadono i seguenti avvenimenti: nel 1921 viene condannato ad otto anni di prigione per organizzazione e partecipazione agli attentati dinamitardi del "marzo rosso", anche se non sono mai riusciti a dimostrare il suo effettivo coinvolgimento. A difenderlo in processo furono gli avvocati Ezio Bartalini e Guglielmo Alvaro, che Taddei aveva conosciuto al fronte, fratello dello scrittore Corrado Alvaro. Dopo i primi 2 passati nel tetro carcere di Santo Stefano, passerà da Procida, Nisida, Civitavecchia e Pozzuoli. Nel 1929, a pochi mesi dal rilascio, è uno degli organizzatori di uno sciopero della fame per protestare contro una circolare del ministro Alfredo Rocco che privava i prigionieri politici della possibilità di leggere. Dopo sette giorni di digiuno, la circolare fu ritirata, ma ai capi della protesta vennero comminati 5 anni di pena per istigazione alla rivolta. Uscì nel 1933 e gli venne assegnata come residenza obbligatoriala sua città natale. Qua riallaccia i legami con la sorella, che sarà poi la sua biografa. Dopo qualche mese di stenti, tenta di fuggire in Svizzera, ma viene riarrestato e sconta altri due anni di carcere. Quando esce viene mandato al confino, prima a Ponza fino al 1936 e poi a Bernalda, in Basilicata fino al 1938. Ezio fa tutti i lavori che possano permettergli di far qualche quattrino ed appena gli fu possibile scappa a Milano e grazie ai contrabbandieri della Ligera, conosciuti in gioventù raggiunge la Svizzera attraverso le montagne da dove prosegue per la Francia fermandosi a Parigi. La sua "frequentazione" delle galere gli aveva fatto conoscere anarchici e compagni della sinistra in genere e quindi ormai aveva i contatti per poter sopravvivere in clandestinità in diversi posti, compresa la stessa Parigi. Ma è il periodo delle leggi speciali sugli stranieri con internamento nei campi di concentramento, fatto soprattutto collegato alla Retirada: le leggi speciali erano rivolte anche contro i francesi che avessero aiutato persone nella situazione in cui si trovava Taddei per cui per molti l'unico rifugio possibile era l'espatrio negli USA. Pur non avendo passaporto Ezio si imbarca senza bagaglio sul "Normandie" alla volta di New York.

### Negli USA: i rapporti con Arthur Miller e Carlo Tresca
Negli USA conosce Arthur Miller, che in seguito verrà a fargli visita in Italia, ma il suo incontro più importante dal punto di vista politico è con Carlo Tresca, editore del "Martello", e la susseguente vicenda, e con i dirigenti della Mazzini Society.
Fece immediatamente amicizia con Carlo Tresca, un omaccione robusto e disponibile al dialogo, secondo Ezio, che gli prospettò guai futuri in quanto gli anarchici in USA erano malvisti dopo il caso di Sacco e Vanzetti, e lo invitò ad andarsene, cosa che ovviamente Taddei non prese in considerazione. Ma guai molto grossi li trovò veramente quando fece un'inchiesta parallela sull'omicidio di Tresca, in cui senza mezzi termini tirava in ballo pericolosi mafiosi quali Carmine Galante, in seguito capobastone di Joseph Bonanno (denominato Bananas per un iniziale errore di trascrizione anagrafica), e di Frank Garofalo, che nel seguito fece una "più che decente" carriera di mafioso al ritorno in Italia nel dopoguerra, per non parlare di Frank Costello, che era amico e padrino dei figli di Generoso Pope, l'uomo preso di mira da Tresca come mafioso e falso antifascista.
Sull'assassinio di Tresca, Ezio Taddei scrisse un libro ancora adesso rilevante, anche dopo gli approfonditi studi sul caso di Mauro Canali

### Il ritorno in Italia
Nel 1945 andò alla polizia per l'emigrazione che gli aveva inflitto un decreto di espulsione classificandolo anarchico sovversivo. Nel contempo aveva ricevuto minacce per la sua inchiesta che aveva fatto il possibile avesse la maggior propaganda in relazione ai mezzi che aveva a disposizione. Una volta tanto aveva dei documenti regolari, anche se relativi ad una espulsione per poter attraversare un confine.
In Italia ritrova e/o inizia l'amicizia con Corrado Alvaro, Francesco Jovine e Guido Piovene e il gruppetto di scrittori scrive una lettera al presidente Enrico De Nicola sul comportamento degli statunitensi nei confronti dei "sovversivi" italiani e sul caso Tresca; simile lettera viene pubblicata sui giornali provocando enorme interesse.
Molti anni dopo la sua morte un articolo del Corriere della Sera del 22 aprile 2004, nella rubrica “Il libro del giorno”, commenta la vita e le opere di Ezio Taddei con queste parole:

### Taddei collaborazionista
In un recente studio, Luciano Canfora ha sostenuto la tesi per cui Taddei abbia collaborato con il regime fascista e abbia partecipato al lavoro di discredito, sostenuto direttamente da Mussolini, nei confronti di Antonio Gramsci. Di parere diametralmente opposto Otello Chelli che nella post fazione di C'è posta per voi, mr. Brown scrive: "La cultura italiana ha dimenticato alla svelta questo livornese geniale, forse per la sua natura di comunista, fondamentalmente anarchico, anche se ha sempre avuto in tasca la tessera del Partito Comunista Italiano e ha lavorato a l'Unità, quando era diretto da Pietro Ingrao".

## Scritti e opere
- L'uomo che cammina, 2013, Edizioni Erasmo
- L'esule, New York, 1940.
- Parole collettive, 1941, L'Adunata dei Refrattari. Raccolta
- Alberi e casolari, 1943, Edizioni in esilio
- Le porte dell'inferno, Roma, Mengarelli, 1945
- Rotaia, 1946, Einaudi
- La fabbrica parla, 1950, Milano-Sera
- Quinto Vangelo, Roma, Mengarelli, 1950.
- Ho rinunciato alla libertà, 1950, Edizioni Sociali
- C'è posta per voi, mister Brown!, Roma, Edizioni di cultura sociale, 1953.
- Hanno assassinato i Ronseberg, 1954
- Michele Esposito, Romanzo a puntate pubblicato sulla rivista Raccontanovelle, 1956.
- Il pino e la rufola, 2004, Spoon River
- Il caso "Tresca", editore il Grappolo
- Lo sciopero dell'argentiera
- De Gasperi consiglia gli italiani ad emigrare. Supplemento al n. 47 di "Propaganda"
- L'uomo che cammina. Memorie di un anarchico nelle prigioni fasciste. Edizioni
- C'è posta per voi, mister Brown!, Livorno, Books & Company, 2013 - ISBN 978-88-7997-120-1